# Sudasna
Sudasna fou un estat tributari protegit de cinquena classe de l'agència de Mahi Kantha a la presidència de Bombai. La superfície era de 54 km². Estava format per 21 pobles, amb 5.269 habitants el 1901. Els seus ingressos s'estimaven en 10.781 rupies el 1900, pagant un tribut de 1.036 rupies al Gaikwar de Baroda i de 361 rupies al raja d'Idar.
Els thakurs (barad rajputs del clan Paramara) eren descendents de Umar Singh, fill del rana Punja de Danta, a la mort del qual Umar va obtenir Sudasna i més tard altres pobles i un quart en les taxes de trànsit pagades pels pelegrins que visitaven la capella d'Amba Bhawani.
La capital era Sudasna a la riba del Saraswati, a 3 km al nord-oest de la cova temple de Mokheswar Mahadeo. Té un monestir en ruïnes 

## Llista de thakurs
- Mahabat Singh ?
- Hari Singh ?
- Ratan Singh ? (germà)
- Bhupat Singh ? (nebot) ?-1845
- Pratap Singhm o Partab Singh (germà de Ratan Singh) 1845-1885
- Takht Singh 1885-1900 (fill)
- Prithi Singh 1900-1947
- Ramjit Singh 1947-1948 (+1952)